# ピエール・ドゥルジュ
ピエール・ドゥルジュ（Pierre Dørge、1946年2月28日 - ）は、デンマークのアヴァンギャルド・ジャズ・ギタリスト。ニュー・ジャングル・オーケストラのリーダーとして、伝統的および現代的なジャズと、西アフリカのハイライフのギター音楽を組み合わせた。彼のコラボレーターには、妻でピアニストのイレーナ・ベッカー、サックス奏者のジョン・チカイ、ベーシストのジョニー・ダイアニ、パーカッショニストのマリリン・マズールがいる。

## 略歴
コペンハーゲン出身のドゥルジュは、1969年から1971年まで、ジョン・チカイが率いるフリー・ジャズのビッグバンドに所属していた。1978年にテルマエニウス (Thermaenius)のリーダーとして、バルカンの民俗音楽を引用した。2年後には、アフリカのスタイルから引用した、ニュー・ジャングル・オーケストラを率いるようになった。また、ジョニー・ダイアニ、カーン・ジャマール、デヴィッド・マレイ、ドン・チェリーと共演してきている。

## ディスコグラフィ

### リーダー・アルバム
- Landscape with Open Door (1979年、SteepleChase) ※with ウォルト・ディッカーソン
- Ballad Round the Left Corner (1980年、SteepleChase)
- Copenhagen Boogie (1982年、CBS)
- Ball at Louisiana Museum of Modern Art (1983年、SteepleChase) ※with ジョン・チカイ
- Brikama (1984年、SteepleChase)
- Even the Moon Is Dancing (1985年、SteepleChase)
- Johnny Lives (1987年、SteepleChase)
- La Luna (1987年、Olufsen) ※with イレーナ・ベッカー、モルテン・カールセン
- Live in Denmark (1988年、Olufsen) ※with ヤン・カスパーセン
- Peer Gynt (1989年、Olufsen)
- Different Places Different Bananas (1989年、Olufsen)
- Echoez Of... (1990年、Olufsen) ※with ハリー・ベケット
- Live in Chicago (1991年、Olufsen)
- Karawane (1994年、Olufsen)
- The Jazzpar Prize (1992年、Enja)
- Bryllupsfotografen (The Wedding Photographer) (1994年、Olufsen) ※with イレーナ・ベッカー
- Absurd Bird (1995年、Olufsen)
- The Olufsen Years 1988-1994 (2010年、SteepleChase) ※Different Places Different Bananas (1989年)、Peer Gynt (1989年)、Live in Chicago (1991年)、Karawane (1994年)、Absurd Bird (1995年)の5枚組
- Music from the Danish Jungle (1996年、Dacapo)
- China Jungle (1997年、Dacapo)
- Chinese Compass (1999年、Dacapo)
- Zig Zag Zimfoni (2001年、Stunt)
- Hope is Bright Green Up North (2003年、CIMP) ※with ジョン・チカイ、ルー・グラッシ
- Live at Birdland (2003年、Stunt)
- Dancing Cheek to Cheek (2004年、Stunt)
- Whispering Elephants (2008年、SteepleChase)
- Kryss (2008年、Tutl) ※with Færd, イレーナ・ベッカー、ジュリー・ヒエットランド
- Pierre Dorge Presents New Jungle Orchestra (2010年、SteepleChase)
- Sketches of India (2011年、SteepleChase)
- Like Salamanders We Survive (2013年、TW Musik) ※with Torben Westergaard、Tyshawn Sorey
- Blui (2015年、SteepleChase)
- Ubi Zaa (2016年、SteepleChase)
- Soundscapes (2018年、SteepleChase)
- Bluu Afroo (2020年、SteepleChase)

### 参加アルバム
- クリスチャン・ブラク : Antifonale (1987年、Tutl)
- ポウル・ディッシング : Over Adskillige Graenser... (1988年、Rosen)
- ポウル・ディッシング : Zoo Sange (1996年、Olufsen)
- ジョニー・ダイアニ : Grand Mother's Teaching (1982年、Jam)
- ジョニー・ダイアニ : Born Under the Heat (1996年、Dragon)
- ドゥドゥ・グイランド : Mouvements Naturels (1982年、Jam)
- ドゥドゥ・グイランド : Chanting & Dancing Live at Zurich Jazz Festival (1985年、Jam)
- ドゥドゥ・グイランド : Forgotten Tales Vent Du (1985年、Sud)
- カーン・ジャマール : Three (1985年、SteepleChase)
- ブッチ・モリス : Homeing (1989年、Sound Aspects)
- ジョン・チカイ : 『アフロディシエイカ』 - Afrodisiaca (1969年、MPS)
- ジョン・チカイ : Real Tchicai (1977年、SteepleChase)